# Grafton (Észak-Dakota)
Grafton város az USA Észak-Dakota államában, Walsh megyében, melynek megyeszékhelye is. Lakosainak száma 4170 fő (2020. április 1.).

## Népesség
A település népességének változása:
| Lakosok száma | 1594 | 4284 | 4170 |
|               | 1890 | 2010 | 2020 |